# 陳紹誠
陳紹誠（1979年2月19日—）是美國洛杉磯出生的中華民國企業家、教育家、作家、主持人，與丁春诚、高以翔、藍鈞天四人被封為「時尚F4」。四人同為嘉裕西服2008秋冬季產品拍攝目錄並走秀，並於2009年4月推出四人的第一本書《遇見時尚F4》。父親為陳澤寵，母親為林穎曾，爺爺為中國國民黨大佬陳立夫，外公為國學專家林尹，有一弟陳紹仁。

## 生平
於台北市的私立再興小學以及台北美國學校完成基礎教育，大學於美國普度大學，後在上海交通大學。於香港中文大學完成工商管理碩士，現於湖南中醫藥大學修取中醫博士。
2005年父親陳澤寵因感冒不適到北京中日友好醫院檢查，被建議切除肝腫瘤，手術中大量出血，術後病情惡化，北京中日友好醫院卻無積極處理，轉至武警總醫院緊急換肝後仍告不治驟逝於北京，陳紹誠因而回台。現為「財團法人立夫醫藥研究文教基金會」董事兼副執行長。
面對2008年四川地震，陳紹誠與劉墉之子劉軒，宣告將以實際行動協助愛心捐款。3人除了合資20萬元捐助紅十字會，陳紹誠與好友劉軒並親自下廚，招待有參加捐款行列的愛心民眾一頓晚餐。陳紹誠與劉軒一同參加台灣法鼓山文教基金會在台北市舉辦“重建希望──從四川震災談起座談會”後，經記者問到有關捐款下廚一事，陳紹誠說：「四川發生大地震，我與劉軒覺得年輕人不該置身事外，除捐錢外，應該要身體力行參與這類的活動。」
陳紹誠於學生時期，曾因好玩而拍過台灣的統一企業「茶裏王」以及肯德基「卡布奇諾蛋塔」的廣告，在上海求學時期曾當過許多知名飲料品牌活動主持人以及上海交通大學留學生電台擔任DJ。回台後因受邀出席時尚派對、電視節目，受到新聞媒體雜誌等報導注目，與藍鈞天、高以翔、丁春誠四人被台灣媒體封為「時尚F4」。四人為台灣品牌嘉裕西服2008秋冬季產品拍攝目錄。
在丁春誠自創品Doris Bella開幕日，時尚F4為其站台並將特別設計的4人頭像愛心T恤義賣，義賣所得全數捐出給台灣八八風災的災民。
陳紹誠因喜愛下廚及料理好手藝曾被媒體採訪其料理方式及心得。 另外多次表示喜愛海水魚缸、車子、電影，以及研究中國文化，並於接受訪問時常侃侃而談對中國古書及中華文化的熱愛，並表示將積極跟隨他祖父陳立夫的腳步推廣中華文化。
雖曾出席品牌活動，但為時尚F4中唯一從商、從事教育、推廣中華文化、中醫、及教育為主而未涉演藝事業的，近來已鮮少出現在公共時尚活動以及螢光幕前，大都以公益活動形象出現，推廣儒學、中醫和中華文化。
陳紹誠自2015年開始大力推廣儒學，並受邀到兩岸各大院校及單位演講，以物理、數學、圖表、經濟學、管理學，及現代科學應用的創新方式解釋儒學及其道理，希望更多年輕人能進而理解中華文化是不分新舊時代的。
2015年於台灣國立教育廣播電台與主持人朱玉娟共同主持儒學相關廣播單元「談笑自儒」，於教育廣播電台之「教育 talk bar」節目中播出，陳紹誠在講述儒學思想時，更能用年輕人熟悉的語詞與方式，並用圖表和其它現代科學解釋和比喻，將儒學實踐且生活化。2015年10月及11月，陳紹誠以「談笑自儒－原來儒此」為主題，赴國立師範大學、國立台東大學、國立台中教育大學、國立高雄師範大學、國立東華大學巡迴演講，  近年來受邀陸續於國立台灣大學、國立政治大學、中國文化大學、實踐大學、四川大學、復旦大學、香港中文大學、南京中醫藥大學、上海財經大學，以及其他院校演講推廣儒學。
曾擔任台北故宮博物院前院長周功鑫創辦之「圖說中華文化故事」公司之執行長。
曾為中國慈善家雜誌專欄作家，內容以推廣國學為主。
承認曾秘密結婚，但已離婚，有一子陳乃睿。
2019年12月14日，陳紹誠於「TEDxNeihu」以「學習發問，問中學習」為主題，分享用國學理念中求取學問與事實的經驗要點，演講全程以英文解說中西醫的差異，以及分享因車禍傷重到得靠輪椅生活4年，接受中醫治療後四肢恢復活動並且還能行走的案例。另外一位牙醫確診得到甲狀腺機能亢進，在陳紹誠建議下接受中醫治療，4個月後所有指數恢復正常的案例。
成為TEDxNeihu的籌劃人之一，邀請了包括吳姍儒、藍鈞天、蔣友常、劉軒等多位演講人參與 2020 TEDxNeihu 大會。

## 廣告作品
| 年度   | 品牌   | 產品         | 內容       |
| ------ | ------ | ------------ | ---------- |
| 2003年 | 統一   | 茶裏王       | 心臟很強篇 |
| 2003年 | 肯德基 | 卡布奇諾蛋塔 | 愛的抉擇篇 |

## 主持作品

### 廣播電台
| 年度   | 頻道             | 電台    | 節目                                      |
| ------ | ---------------- | ------- | ----------------------------------------- |
| 2015年 | 國立教育廣播電台 | FM101.7 | 教育Talk bar之談笑自儒 (與朱玉娟共同主持) |

## 外部連結
- Victor 陳紹誠 FB粉絲頁
- 財團法人立夫醫藥研究文教基金會